# Байкальська губка кущиста
Байкальська губка кущиста (Lubomirskia baikalensis) — прісноводний вид губки, ендемік озера Байкал. Це найпоширеніша губка в озері, але всі приблизно 15 видів губок родини Lubomirskiidae обмежені Байкалом.
Lubomirskia baikalensis зустрічається на твердому дні на глибинах від 1 до 120 метрів. На відносно мілководді він нагадує кору і вкриває каміння, схоже на килим. З глибини 3–4 метри починає розгалужуватися, і може досягати висоти понад 1.2 метра, що є незвично великим для прісноводної губки. На кам'янистих ґрунтах на глибині 5–12 метрів гілляста форма особливо поширена і може утворювати «ліси». Ця губка перебуває у взаємному симбіозі із зеленим динофлагелятом, що робить її зеленою на вигляд. Окадаїнова кислота, що виробляється динофлагеллятами, допомагає губці виживати, коли озеро Байкал взимку покривається льодом і температура води близька до 0 °C.